# Loge De Veluwe
Loge De Veluwe is een vrijmetselaarsloge in Apeldoorn opgericht op 25 januari 1890, vallende onder het Grootoosten der Nederlanden.

## Geschiedenis
Op 5 mei 1881 werd het verzoek gedaan tot oprichting van een maçonnieke sociëteit door P. Kok Ankersmit, J.P.A. van Leent, Van Straaten, G.J. Romijn, S. Eernstman, J.P. Reichholte, G.C.H. Burgerhout, H.C. van der Houven van Oordt, Stolte, J.C. Hakenson, D.C.L. Neelmeyer, J. Simonnin Helbach, Wilh. Neelmeyer en P.G. Romijn. Dit verzoek werd op 18 juni 1881 ingewilligd. In januari 1889 werd door H.C. van der Houven van Oordt, M.E. Hoffman Tjaden, G.J. Romijn, N.C. Slegt, H.F. Daendels, D.C.L. Neelmeijer (sr.), D.C.L. Neelmeijer (jr.), B.J. Bouwmeester, D. Kat, J.H. Röge, G.J.G. Brandt, J. Simonnin Helbach, L.P.S. van Loenen, N.A. Hengst, J.G.C. Burgerhoudt, P.G. Romijn, W. Moedijk en J.H.G. van der Weide het verzoek gedaan tot stichting van een loge onder dezelfde naam. De constitutiebrief is gedateerd 16 juni 1889. De loge werd geïnstalleerd op 25 januari 1890.

## Voorzittend Meesters
In onderstaande lijst een overzicht van de Voorzittend Meesters van Loge De Veluwe gedurende de eerste eeuw van haar bestaan.
| Van  | Tot  | Voorzittend Meester                |
| ---- | ---- | ---------------------------------- |
| 1889 | 1891 | D.C.L. Neelmeijer (sr.)            |
| 1891 | 1898 | W.M. Waal                          |
| 1898 | 1905 | B.J. Bouwmeester                   |
| 1905 | 1906 | August Frederik Leopold Faubel     |
| 1906 | 1910 | B.J. von Pritzelwitz van der Horst |
| 1910 | 1914 | K.W. Boers                         |
| 1910 | 1910 | C.G.O. Stoep                       |
| 1914 | 1917 | J. Esmeijer                        |
| 1917 | 1919 | Joh. Huber                         |
| 1919 | 1925 | A. Pijnappel                       |
| 1925 | 1926 | H.J. Kerbert                       |
| 1926 | 1929 | A. Pijnappel                       |
| 1929 | 1931 | I. Schol                           |
| 1931 | 1938 | A. Pijnappel                       |
| 1938 | 1946 | G. Kramer                          |
| 1946 | 1962 | J.W. Ph. van den Berg              |
| 1962 | 1965 | K.A. Veenenbos                     |
| 1965 | 1968 | ir. G.J. Markies                   |
| 1968 | 1970 | M.L. Muilwijk                      |
| 1970 | 1973 | H. Katzenstein                     |
| 1973 | 1977 | C. Nederveen                       |

Vrijmetselarij · Beginselen · Geschiedenis · Symbolen · Vrijmetselaarsloge · Ordegrondwet · Obediëntie · Regulariteit en irregulariteit · Ritus · Graden · Grootmeester · Gemengde vrijmetselarij · Para-vrijmetselarij · Antivrijmetselarij · Vrijmetselarij in Nederland · Vrijmetselarij in België
>>> Meer info op Portaal:Vrijmetselarij <<<